# Elx Club de Futbol Il·licità
L'Elx Club de Futbol Il·licità és un equip de futbol de la ciutat d'Elx, (el Baix Vinalopó, País Valencià), filial de l'Elx Club de Futbol. Va ser fundat el 1932 amb el nom de Club Esportiu Il·licità. També ha sigut anomenat Elx Club de Futbol B. Juga els seus partits com a local a la Ciutat Esportiva d'Elx. Actualment juga al grup VI de la Tercera Divisió.

## Història
- 2 temporades en Segona Divisió
- 29 temporades en Tercera Divisió

Millor posició: 16é (Segona divisió) (1968/1969 i 1969/1970)
Últimes temporades:
- 1997/1998: – Tercera divisió - 8è
- 1998/1999: - Tercera divisió - 1r
- 1999/2000: - Tercera divisió - 7è
- 2000/2001: – Tercera divisió - 14è
- 2001/2002: - Tercera divisió - 9è
- 2002/2003: - Tercera divisió - 8è
- 2003/2004: – Tercera divisió - 13è
- 2004/2005: - Tercera divisió - 6è
- 2005/2006: - Tercera divisió - 13è
- 2006/2007: - Tercera divisió - 17è
- 2007/2008: - Tercera divisió - 20è
- 2008/2009: - Regional Preferent - 2n
- 2009/2010: - Tercera divisió - 18è